# Lac Smolino
Pour les articles homonymes, voir Smolino.
Le lac Smolino (en russe : Смолино) est un lac de Russie situé dans le sud-est de la ville de Tcheliabinsk.
Le lac est utilisé pour la pêche, mais il est pollué par les eaux usées de la ville : on y trouve des hydrocarbures et des métaux lourds.